# Strap-on dildo

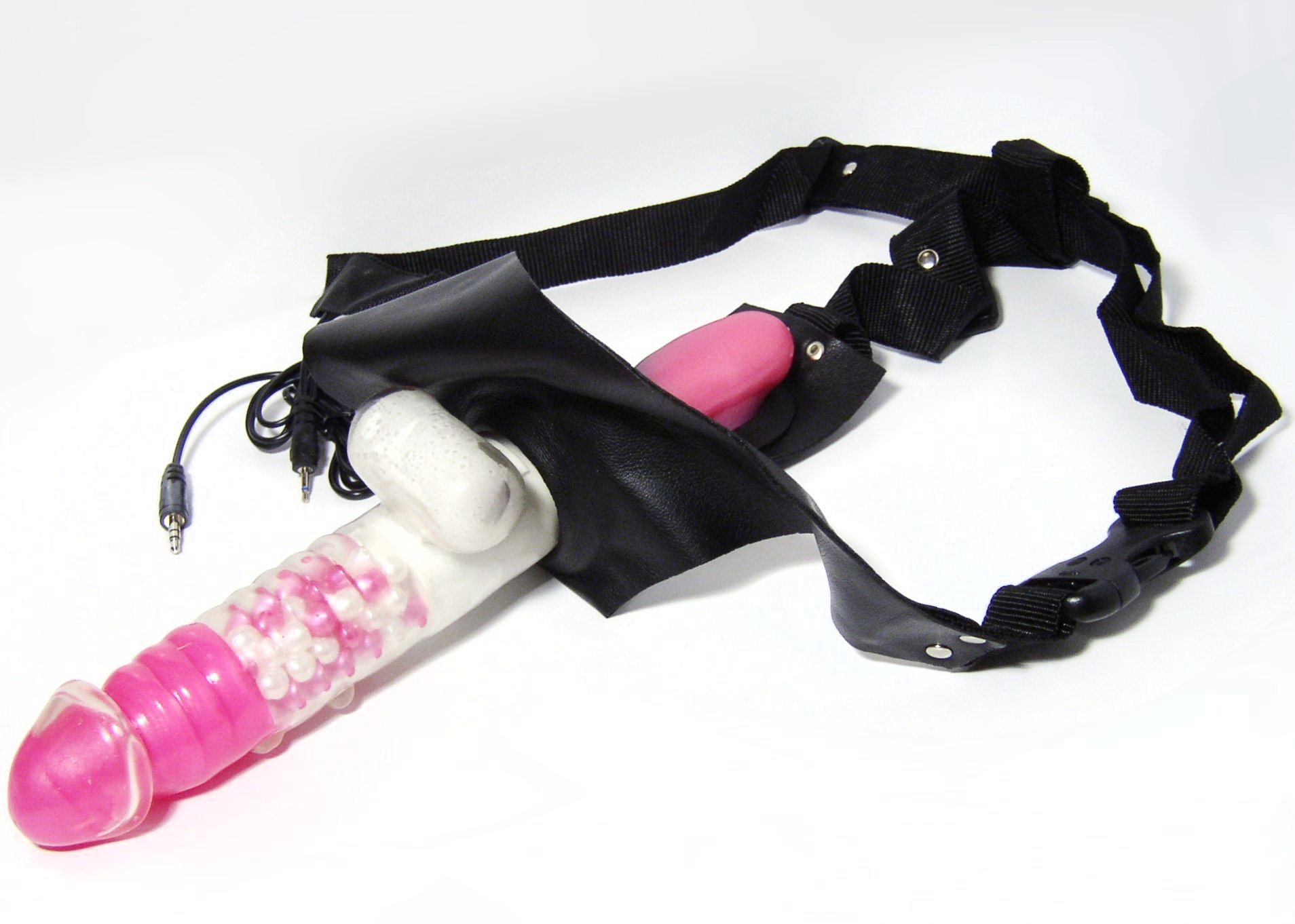
Un dildo multifunzionale con imbracatura a doppio strappo e un uovo vibrante sul lato interno

Uno strap-on dildo (anche detto strap-on, o dildo indossabile) è un dildo disegnato per essere indossato (mediante un'imbracatura) per rapporti anali, orali, vaginali e per quant'altro provochi desiderio e/o piacere, a prescindere dall'orientamento sessuale, dall'identità di genere e dal sesso dei partecipanti.
Nei rapporti omosessuali è molto frequente l'uso da parte di coppie lesbiche, ma anche tra uomini.
Nei rapporti etero comunemente viene usato per praticare il pegging.
Un uomo può utilizzare uno strap-on con una donna in caso di impotentia coeundi o impotenza sessuale in sostituzione del proprio membro. Un altro uso, con una donna, può essere per effettuare invece una doppia penetrazione o per penetrare più partner. 
Una donna può utilizzare uno strap-on con un uomo per penetrarlo analmente, o anche per un rapporto orale in differita (in cui attraverso l'uso orale del dildo da parte dell'uomo viene stimolata la clitoride della donna).
Anche nelle pratiche BDSM "sadico/masochiste" la mistress o il master indossa lo strap-on per utilizzarlo sul proprio schiavo o slave.

## Tipi di strap-on indossabili

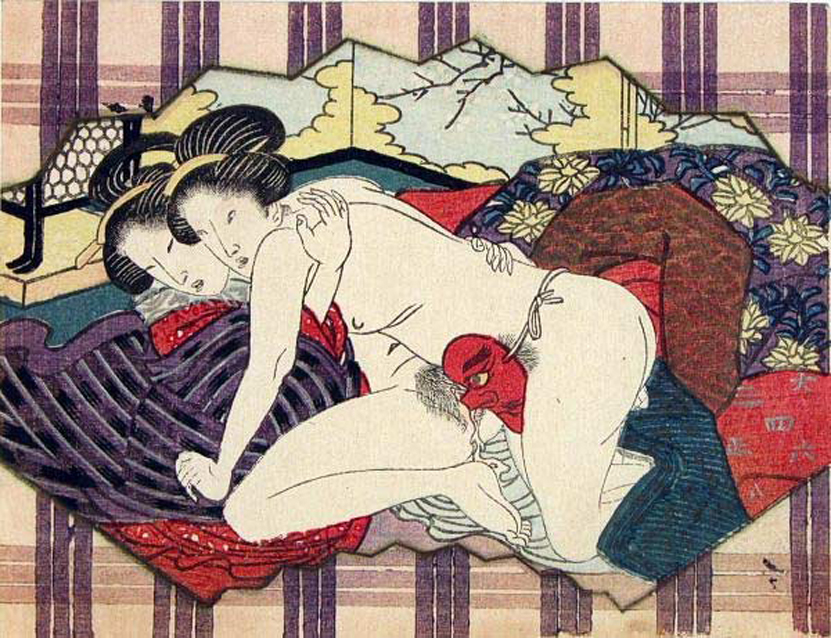
Strapon a forma di maschera, illustrazione giapponese del periodo Edo (1603-1868)

Sul mercato esiste una grande varietà di imbracature e dildo, con differenti sistemi di fissaggio e indossamento; strumenti assemblabili, atti a stimolare l'indossatore (in genere tramite un dildo più piccolo) e il ricevente (in genere un dildo più grande), con differenti funzioni, vantaggi e svantaggi per entrambi i partner.
Elemento fondamentale di uno strap-on è l'imbracatura, per mezzo della quale si fissa in modo stabile il dildo al corpo di chi lo indossa, solitamente in una posizione simile a quella dei genitali maschili. Una buona imbracatura è salda e confortevole, spesso realizzata in modo da stimolare l'indossatore e non essere scomoda dopo qualche minuto di utilizzo. Molti dildo non presentano l'imbracatura e sono da questo punto di vista autosufficienti.

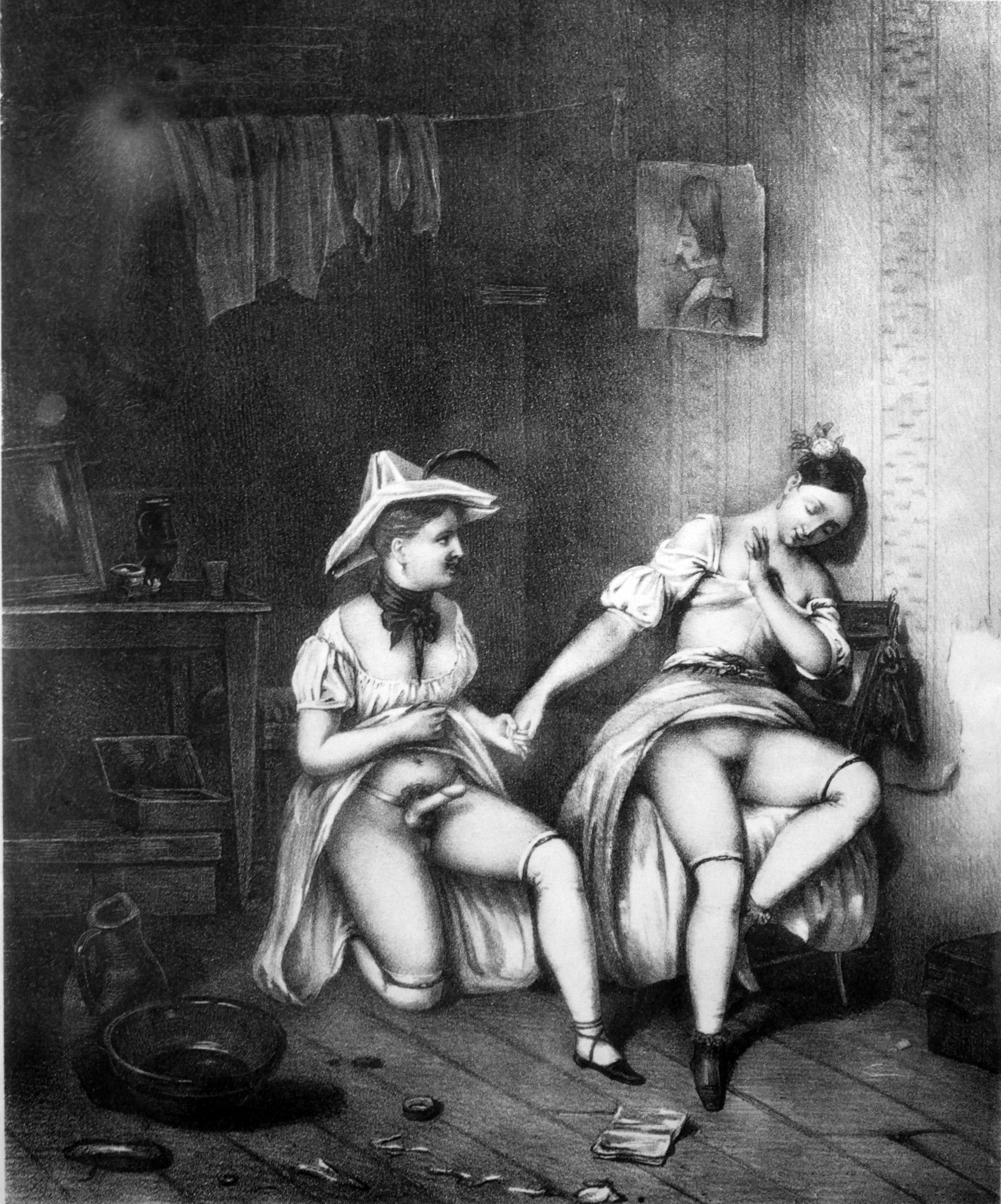
Da Nouvel Album Érotique, 1840

Nell'imbracatura a doppia cinghia una di queste passa attorno alla vita dell'indossatore, come una cintura, l'altra in mezzo alle gambe e si connette in basso con la precedente.
Oltre alla differente tipologia d'imbracatura, più o meno affidabile ed efficace, esiste una varietà molto estesa di dildo di differenti dimensioni, forme, colori e funzioni.
Per quanto concerne la dimensione, il dildo può variare in lunghezza o larghezza da pochi centimetri a dimensioni anche spropositate.
La forma e il colore possono essere varie. Alcune imitano realisticamente il pene, ma sempre più diffusi sono i modelli plastici che non vi rassomigliano, dotati di forme particolari e determinati accorgimenti tecnici, capaci di creare diverse e più originali stimolazioni vaginali o anali; queste tipologie di dildo sono dotate di forme studiate appositamente per differenziare e intensificare l'esperienza stimolante rispetto al rapporto  eterosessuale pene-vagina.
Esiste anche un'imbracatura per dildo smontabili. In questo modo è possibile staccare il dildo in uso e sostituirlo con uno di forma e dimensione diversa.
Alcuni tipi di dildo possono essere indossati senza cinghie (nel qual caso si parla di "strapless dildo"), assicurandoli con un butt-plug saldamente infilato nel retto di chi li indossa: in tal modo, la donna che indossa il dildo viene stimolata analmente dal butt-plug mentre penetra a sua volta con il dildo il partner nel retto o la partner nel retto o nella vagina.
Sono anche in commercio  dildo vibranti e/o roteanti che amplificano ancora di più la stimolazione rispetto ad un dildo di tipo tradizionale.
Contrariamente a quanto si creda di solito, lo strap-on con dildo esterno e dildo interno (per stimolare chi lo indossa) non è molto diffuso tra persone lesbiche: la motivazione data è che è preferibile concentrarsi sul dare piacere alla partner che viene penetrata, e poi eventualmente scambiarsi i ruoli, piuttosto che dare e ricevere piacere allo stesso tempo (considerato fonte di distrazione).